# أرتورو فيدال
أرتورو إراسمو فيدال باردو (تلفظ بالإسبانية: ‎/aɾˈtuɾo eˈɾazmo βiˈðal ˈpaɾðo/‏؛ مواليد 22 مايو 1987) هو لاعب كرة قدم تشيلي يلعب في مركز الوسط مع نادي أتلتيكو باراناينسي في الدوري البرازيلي الدرجة الأولى ومنتخب تشيلي. خلال الفترة التي قضاها باللعب مع يوفنتوس حصل على لقب Il Guerriero ("المحارب") ولقب Rey Arturo ("الملك آرثر") من قبل الصحافة الإيطالية بسبب أسلوب لعبه وعدوانيته وأسلوب لعبه العنيف.
بدأ فيدال مسيرته مع كولو–كولو، حيث فاز بثلاثة ألقاب في الدرجة الأولى التشيلية. انتقل إلى أوروبا، حيث انضم إلى نادي باير ليفركوزن في الدوري الألماني ولعب هناك لمدة أربعة مواسم. ثم انتقل إلى يوفنتوس في عام 2011، حيث أصبح معروفًا على نطاق واسع كواحد من أفضل لاعبي خط الوسط في كرة القدم العالمية. في يوفنتوس، فاز في الدوري الإيطالي في جميع مواسمه الأربعة وكان أيضًا جزءًا لا يتجزأ من الفريق الذي بلغ نهائي دوري أبطال أوروبا 2015. تم اختيار فيدال ضمن قائمة المرشحين العشرة لجائزة أفضل لاعب في أوروبا لعام 2015 بعد أدائه المميز. في 28 يوليو 2015، عاد فيدال إلى الدوري الألماني، لينضم إلى بايرن ميونخ وفاز بثلاثة ألقاب متتالية بلقب الدوري. بعد ثلاث سنوات في ميونخ، وقع مع نادي الدوري الإسباني برشلونة، في 2020 انضم إلى إنتر ميلان
لعب فيدال 103 مباريات مع المنتخب الوطني التشيلي منذ ظهوره لأول مرة في عام 2007، ولعب في بطولات كوبا أمريكا 2011، 2015 و2019، وكذلك كوبا أمريكا المئوية، وكأس العالم 2010 و2014، وكأس القارات 2017، مما ساعد منتخب بلاده على الفوز بكوبا أمريكا لعامي 2015 و2016.

## مسيرته الكروية

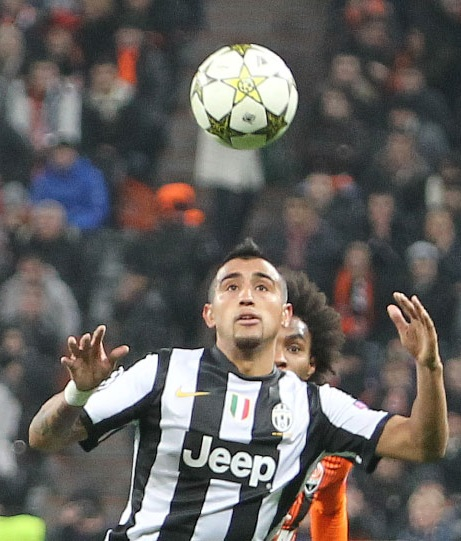
فيدال مع يوفينتوس

### بدايته المبكرة

#### كولو–كولو
بدأت مسيرة فيدال الاحترافية من النادي الأشهر في تشيلي كولوكولو. وظهر لأول مرة معهم في مباراة الذهاب من الدور النهائي لبطولة الدوري نسخة 2006، كان المباراة ضد المنافس التقليدي لهم يونيفرسيداد، حيث دخل فيدال كبديل في وقت متأخر لغونزالو فييرو، وتمكن كولوكولو من تحقيق الفوز في تلك المباراة بل وفاز باللقب بعدها، في الموسم التالي أصبح فيدال جزء أكثر أهمية من تشكيلة كولو–كولو، وحقق الفريق بطولته الثانية على التوالي مع نهاية الموسم، سجل فيدال 3 أهداف تلك البطولة، وكانت مستوياته الرائعة جاذبة لأنظار كشافي الأندية الأوروبية.

### باير ليفركوزن
غادر فيدال كولوكولو في صيف 2007، وانتقل إلى ألمانيا ليلعب مع باير ليفركوزن الذي كان قد تتبع مستواه لفترة من الوقت بالإضافة إلى مشاركته الطيبة مع المنتخب الوطني في كأس العالم للشباب تحت 20 سنة 2007، اتفق الناديين على الانتقال مقابل دفع 7.7 مليون دولار من أجل 70% من عقد اللاعب. وفي أغسطس 2007 شارك فيدال في أولى مبارياته مع باير ليفركوزن ضد هامبورغ وخسروا تلك المباراة. في موسم 2008–09 لعب فيدال دوراً حيوياً مع فريقه للوصول إلى نهائي كأس ألمانيا، كان قد تعرض لارتجاج في المباراة التي شارك بها ضد نادي بوخوم، وابتعد لمدة شهر عن الملاعب، ولدى عودته سجل هدفاً على ماينز 05 في بطولة كأس ألمانيا ولكن في المباراة النهائية خسروا اللقب لمصلحة فيردر بريمن. في موسم 2010–11، ساعد النادي على احتلال المركز الثاني في ترتيب البوندسليغا، وتصدر قائمة الاسيست لناديه بـ 11 أسيست. كما سجل هدفين في مشوار فريقه إلى دور الـ 16 من الدوري الأوروبي.

### يوفنتوس
بعد موسم جيد جداً في ألمانيا، ارتبط اسم آرتورو مع العديد من الأندية، بما في ذلك بايرن ميونخ. وفي 22 يوليو 2011، أعلن يوفنتوس عن ضم فيدال مقابل 10.0 مليون€ لخمس سنوات. وهناك بدأ فيدال بتقديم المستويات المميزة والتي اجبرت جولة بعد جولة المدرب أنطونيو كونتي ليس فقط على إقحام فيدال أساسياً بشكل دائم، بل حتى لتغيير خطته من اجل فيدال، ليفوزوا بعد ذلك بلقب بطولة الدوري الإيطالي الممتاز مع يوفنتوس، ساهم في تسجيل 7 أهداف ومرر 3 تمريرات حاسمة بالإضافة إلى أهدافه الحاسمة ضد نابولي وروما.

### بايرن ميونخ
وبعد موسم ممتاز مع يوفينتوس، وفي عام 2015 عاد فيدال إلى البوندسليغا مرة أخرى بعد أن انتقل إلى بايرن ميونخ مقابل 37 مليون€ زائد 3 مليون إضافات، ليصبح فيدال أول لاعب تشيلي ينتقل إلى بايرن ميونخ في التاريخ. وانطلق الموسم الجديد 2015–16 وانطلق اللاعب ارتورو فيدال باللعب الممتاز وخاض أول مباراة له مع بايرن ميونخ والتي كانت امام نادي فولفسبورغ ضمن كأس السوبر الألماني لكرة القدم. وشارك اللاعب في حوالي ربع ساعة من اللقاء والذي انتهى على واقع التعادل الإيجابي بهدف لكل فريق، ولكن فولفسبورغ استطاع أن يحسم اللقب بفضل ركلات الترجيح. سجل فيدال هدفه الأول من ركلة جزاء في الدقيقة الخامسة من مباراة بايرن ميونخ في الدور الأول في كأس ألمانيا.

### برشلونة
في 3 أغسطس 2018، أعلن نادي برشلونة عن اتفاق مع بايرن ميونخ بشأن انتقال فيدال. تم تقديمه رسميا كلاعب للفريق الكتالوني، وتم توقيع عقدا لمدة ثلاث سنوات مع النادي في 6 أغسطس 2018. أعلنت صحيفة أس أن الصفقة بلغت قيمتها 19 مليون يورو، بالإضافة إلى متغيرات.

#### موسم 2018–19
في 12 أغسطس 2018، شارك فيدال لأول مرة مع النادي الكتالوني بعد أن دخوله كبديل في مباراة الفوز 2–1 على إشبيلية حيث فاز فريقه بكأس السوبر الاسباني 2018. في 28 أكتوبر، دخل فيدال كبديل في الدقيقة 84 من مباراة الكلاسيكو وسجل أول هدف له مع برشلونة في برشلونة في فوز مباراة الفوز 5–1 على الغريم التقليدي ريال مدريد في الدوري الاسباني.

## مسيرته الدولية

### منتخب الشباب
بدأ فيدال مشواره الدولي مع منتخب تحت 20 سنة في بطولة كأس العالم للشباب في جنوب أمريكا، واحتل فيدال المركز الثاني في صدارة ترتيب الهدافين برصيد 6 أهداف، إلا أن التشيلي لم تتمكن من الخروج بنتائج جيدة واكتفت بتحقيق المركز الثالث.

### المنتخب الأول

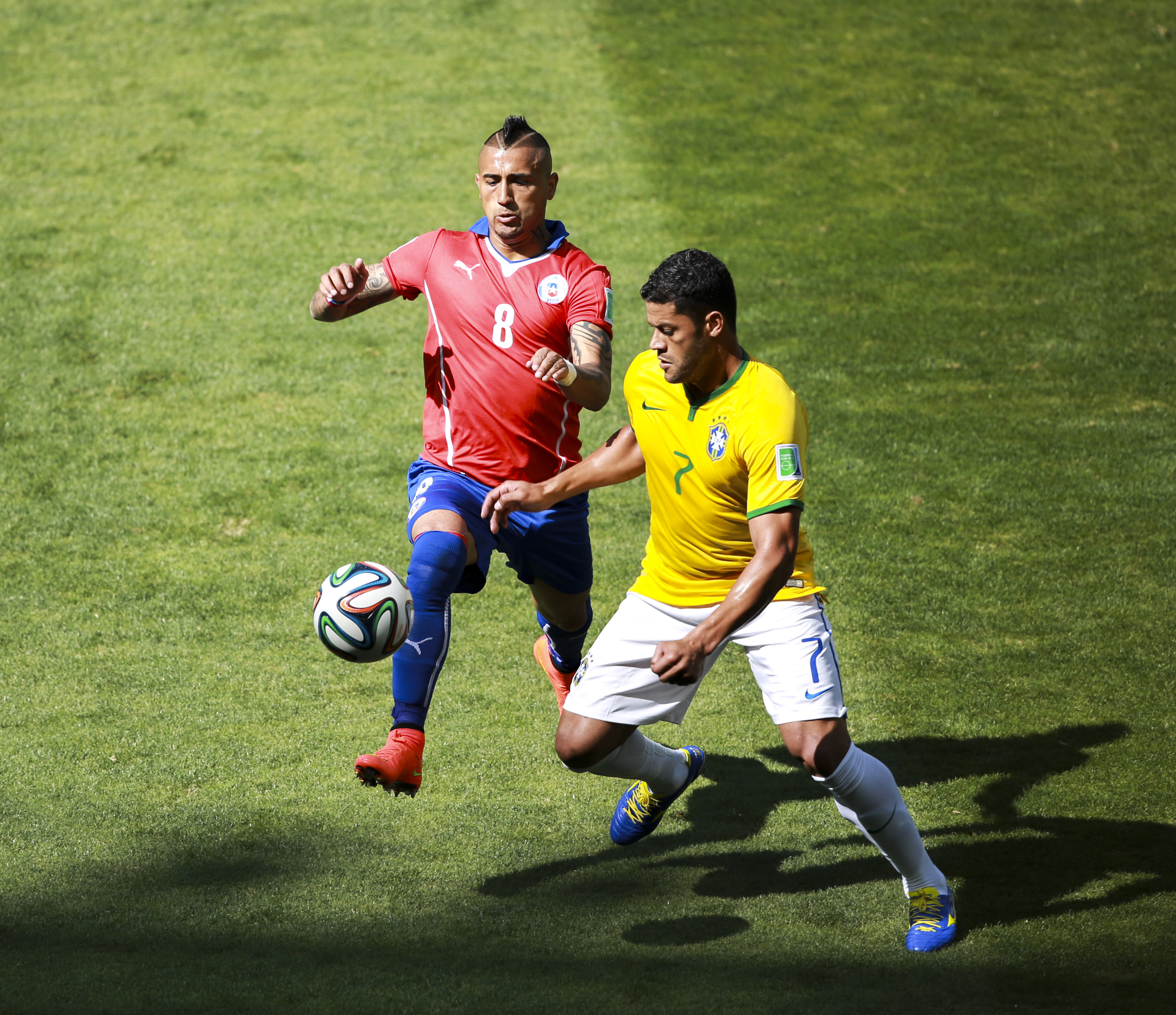
فيدال يتحدى البرازيل هالك على الكرة في كأس العالم 2014

شارك فيدال في مباراة ودية ضد فنزويلا، حيث فازت تشيلي 1–0. أصبح أساسي تحت قيادة مارسيلو بيلسا عندما كان مميز خلال تصفيات أمريكا الجنوبية لكأس العالم 2010، حيث لعب في 11 مباراة وسجل هدف وحيد. ثم تم اختياره في تشكيلة الفريق الأخيرة المكونة من 23 لاعبًا للبطولة وشارك كأساسي في جميع مباريات تشيلي الأربعة حيث هُزمت من قبل البرازيل في دور الستة عشر. فيدال شارك في جميع مباريات المنتخب في بطولة كوبا أمريكا 2011.، وسجل في مباراة الهزيمة 2–1 أمام المكسيك في مرحلة المجموعات.
سجل فيدال 5 أهداف في 11 مباراة مع تشيلي حيث تأهل المنتخب إلى كأس العالم 2014. في البطولة، شارك كأساسي في ثلاثة من أصل أربعة مباريات لتشيلي، بما في ذلك الخسارة في ركلات الترجيح أمام البرازيل في دور الستة عشر.

#### كوبا أمريكا 2015
في 11 يونيو 2015، بعد خمسة أيام من مشاركته في نهائي دوري أبطال أوروبا 2015 مع يوفنتوس، سجل فيدال الهدف الافتتاحي لكوبا أمريكا 2015 من ركلة جزاء في فوز تشيلي 2–0 على الإكوادور على ملعب خوليو مارتينيز برادانوس الوطني في سانتياغو، بعد أن تسبب بالركلة بنفسه عندما تعرض لعرقة من قبل ميلر بولانيوس. في المباراة التالية للمنتخب، سجل فيدال هدفين – ضربة رأسية من ركلة ركنية وركلة جزاء أخرى تسبب بها– و وصنع آخر في مباراة التعادل 3–3 أمام المكسيك في 15 يونيو. في المباراة النهائية في المجموعات، في مباراة الفوز 5–0 على بوليفيا بعد ثلاثة أيام من تهمة القيادة في حالة سكر، استراح فيدال وأليكسيس سانشيز عن طريق استبدالهما في الشوط الأول. في 4 يوليو، في نهائي كوبا أمريكا 2015، سجل فيدال ركلته في ركلات الترجيح في فوز تشيلي 4–1 على الأرجنتين؛ في المباراة النهائية، تم اختياره كأفضل لاعب في المباراة، وتم اختياره لاحقًا ضمن فريق البطولة.

#### كوبا أمريكا 2016
في 10 يونيو 2016، حصل فيدال على لقب رجل المباراة بعد أداهء في المباراة، حيث سجل كلا الهدفين في الفوز 2–1 على بوليفيا في مباراة المجموعات الثانية لتشيلي لكوبا أمريكا المئوية. صنع هدفين في فوز تشيلي على المكسيك 7–0 في دور الثمانية يوم 18 يونيو، لكنه تلقى أيضًا ايقافه الثاني في البطولة بسبب تسبب بخطأ على خيسوس دوينياس في الدقيقة 38، والذي استبعده من لقب دور نصف النهائي ضد كولومبيا. في المباراة النهائية للبطولة، وهي تكرار لبطولة العام السابق، ضد الأرجنتين، ذهبت المباراة مرة أخرى إلى ركلات الترجيح بعد انتهاء الأشواط الأصلية والإضافية بالتعادل السلبي 0–0. أضاع فيدال عن ركلة جزاء تشيلي الأولى، لكن منتخبه فاز في في النهاية 4–2 ليدافع عن لقبه. تم اختيار فيدال مرة أخرى في فريق البطولة عن أداءه.

#### كأس القارات 2017
في 18 يونيو 2017، حصل فيدال على لقب رجل المباراة عن أداء في المباراة الافتتاحية لتشيلي في كأس القارات 2017، وسجل هدف بلاده الأول في مباراة الفوز 2–0 على الكاميرون. نجح هو وفريقه في الوصول إلى النهائي، لكن ألمانيا منعتهم من الفوز بلقب البطولة بعد أن خسروا 1–0.

#### كوبا أمريكا 2019
في الدور ربع النهائي من كوبا أمريكا 2019 ضد كولومبيا يوم 28 يونيو، سجل فيدال هدف ألغي بعد ذلك بعد الرجوع لتقنية الفار بداعي التسلل؛ عندما كانت النتيجة تعادل 0–0، سجل في ركلات الترجيح ليساعدة تشيلي على الفوز 5–4 والتقدم إلى الدور نصف النهائي من المنافسة.

## عقود الرعاية
في 5 يوليو 2013، أعلنت شركة إي أيه سبورتس بأن فيدال سيظهر على غلاف لعبتها فيفا 14 في منطقة أمريكا الجنوبية وأمريكا الوسطى إلى جانب النجم العالمي ليونيل ميسي. باستثناء النسخة البرازيلية من اللعبة والتي لم يتواجد فيها أرتورو فيدال.

## الإحصائيات

### النادي
آخر تحديث 1 مايو 2019.
| النادي        | الموسم   | الدوري          | الدوري | الدوري  | الكأس  | الكأس   | قاري   | قاري    | أخرى   | أخرى    | المجموع | المجموع | مرجع          |
| النادي        | الموسم   | الدرجة          | الظهور | الأهداف | الظهور | الأهداف | الظهور | الأهداف | الظهور | الأهداف | الظهور  | الأهداف | مرجع          |
| ------------- | -------- | --------------- | ------ | ------- | ------ | ------- | ------ | ------- | ------ | ------- | ------- | ------- | ------------- |
| كولو–كولو     | 2005     | الدوري التشيلي  | 2      | 0       | —      | —       | —      | —       | —      | —       | 2       | 0       | [ 49 ] [ 50 ] |
| كولو–كولو     | 2006     | الدوري التشيلي  | 19     | 0       | —      | —       | 12     | 3       | —      | —       | 31      | 3       | [ 51 ] [ 52 ] |
| كولو–كولو     | 2007     | الدوري التشيلي  | 15     | 2       | —      | —       | 8      | 0       | —      | —       | 23      | 2       | [ 51 ] [ 53 ] |
| كولو–كولو     | المجموع  | المجموع         | 36     | 2       | —      | —       | 20     | 3       | —      | —       | 56      | 5       | —             |
| باير ليفركوزن | 2007–08  | الدوري الألماني | 24     | 1       | 0      | 0       | 9      | 0       | —      | —       | 33      | 1       | [ 54 ]        |
| باير ليفركوزن | 2008–09  | الدوري الألماني | 29     | 3       | 6      | 3       | —      | —       | —      | —       | 35      | 6       | [ 55 ]        |
| باير ليفركوزن | 2009–10  | الدوري الألماني | 31     | 1       | 1      | 0       | —      | —       | —      | —       | 32      | 1       | [ 56 ]        |
| باير ليفركوزن | 2010–11  | الدوري الألماني | 33     | 10      | 2      | 1       | 9      | 2       | —      | —       | 44      | 13      | [ 57 ]        |
| باير ليفركوزن | المجموع  | المجموع         | 117    | 15      | 9      | 4       | 18     | 2       | —      | —       | 144     | 21      | —             |
| يوفنتوس       | 2011–12  | الدوري الإيطالي | 33     | 7       | 2      | 0       | —      | —       | —      | —       | 35      | 7       | [ 51 ]        |
| يوفنتوس       | 2012–13  | الدوري الإيطالي | 31     | 10      | 4      | 1       | 9      | 3       | 1      | 1       | 45      | 15      | [ 51 ]        |
| يوفنتوس       | 2013–14  | الدوري الإيطالي | 32     | 11      | 1      | 0       | 12     | 7       | 1      | 0       | 46      | 18      | [ 51 ]        |
| يوفنتوس       | 2014–15  | الدوري الإيطالي | 28     | 7       | 4      | 0       | 12     | 1       | 1      | 0       | 45      | 8       | [ 51 ]        |
| يوفنتوس       | المجموع  | المجموع         | 124    | 35      | 11     | 1       | 33     | 11      | 3      | 1       | 171     | 48      | —             |
| بايرن ميونخ   | 2015–16  | الدوري الألماني | 30     | 4       | 6      | 1       | 10     | 2       | 1      | 0       | 47      | 7       | [ 58 ]        |
| بايرن ميونخ   | 2016–17  | الدوري الألماني | 27     | 4       | 5      | 1       | 8      | 3       | 1      | 1       | 41      | 9       | [ 59 ] [ 60 ] |
| بايرن ميونخ   | 2017–18  | الدوري الألماني | 22     | 6       | 5      | 0       | 7      | 0       | 1      | 0       | 35      | 6       | [ 61 ] [ 62 ] |
| بايرن ميونخ   | المجموع  | المجموع         | 79     | 14      | 16     | 2       | 25     | 5       | 3      | 1       | 123     | 22      | —             |
| برشلونة       | 2018–19  | الدوري الإسباني | 30     | 2       | 7      | 0       | 10     | 0       | 1      | 0       | 48      | 2       | [ 51 ]        |
| الإجمالي      | الإجمالي | الإجمالي        | 386    | 68      | 43     | 7       | 106    | 21      | 7      | 2       | 542     | 98      | —             |

### المنتخب
آخر تحديث 3 يوليو 2019. 
| تشيلي   | تشيلي  | تشيلي   |
| العام   | الظهور | الأهداف |
| ------- | ------ | ------- |
| 2007    | 6      | 0       |
| 2008    | 5      | 0       |
| 2009    | 7      | 1       |
| 2010    | 7      | 1       |
| 2011    | 10     | 1       |
| 2012    | 5      | 1       |
| 2013    | 8      | 4       |
| 2014    | 9      | 1       |
| 2015    | 11     | 4       |
| 2016    | 13     | 7       |
| 2017    | 11     | 3       |
| 2018    | 7      | 3       |
| 2019    | 6      | 0       |
| المجموع | 105    | 26      |

## الإنجازات

### النادي
كولو–كولو
- الدوري التشيلي (3): A–2006، C–2006، A–2007
- كوبا سود أمريكانا: الوصيف 2006

 يوفنتوس
- الدوري الإيطالي (4): 2011–12، 2012–13، 2013–14، 2014–15
- كأس إيطاليا (1): 2014–15
- كأس السوبر الإيطالي (2): 2012، 2013
- دوري أبطال أوروبا: الوصيف 2014–15

 بايرن ميونخ
- الدوري الألماني (3): 2015–16، 2016–17، 2017–18
- كأس ألمانيا (1): 2015–16
- كأس السوبر الألماني (2): 2016، 2017

 برشلونة
- الدوري الإسباني (1): 2018–19
- كأس السوبر الإسباني (1): 2018

 إنتر ميلان
- الدوري الإيطالي: 2020–21

### المنتخب
تشيلي
- كوبا أمريكا (1): 2015[65]
- كوبا أمريكا المئوية (1): 2016
- كأس القارات: الوصيف 2017
- كأس العالم تحت 20 سنة: المركز الثالث 2007

### الفردية
- تشكيلة الموسم في الدوري الألماني (2): 2010–11،[66] 2015–16[67]
- أفضل لاعب تشيلي في الخارج (1): 2011[68]
- أفضل لاعب في يوفنتوس (1): 2012–13[69][70]
- تشكيلة الموسم في الدوري الإيطالي (2): 2012–13، 2013–14[71]
- أفضل لاعب وسط في الموسم من من قبل موقع قول (1): 2012–13[72]
- تشكيلة العام من وسائل الإعلام الرياضية الأوروبية (1): 2013–14[73]
- فيفبرو التشكيلة الثالثة (2): 2015، 2016[74][75]
- فيفبرو التشكيلة الرابعة (2): 2013، 2017[76][77]
- فيفبرو التشكيلة الخامسة (2): 2014، 2018[78][79]
- تشكيلة البطولة في كوبا أمريكا (2): 2015،[80] 2016[81]
- رجل المباراة في نهائي كوبا أمريكا 2015 من قبل ماستر كارد[82]
- جائزة أفضل لاعب تشيلي (1): 2016[83]

## وصلات خارجية
- أرتورو فيدال على موقع الاتحاد الدولي (مؤرشف)  (الإنجليزية)
- أرتورو فيدال على موقع الاتحاد الأوربي (الإنجليزية)
- أرتورو فيدال على موقع إي إس بي إن إف سي (الإنجليزية)
- أرتورو فيدال على موقع قاعدة بيانات كرة القدم.إي يو (الإنجليزية)
- أرتورو فيدال على موقع بيانات كرة القدم. دي إي (الألمانية)
- أرتورو فيدال على موقع ليكيب (الفرنسية)
- أرتورو فيدال على موقع ناشيونال فوتبول تيمز (الإنجليزية)
- أرتورو فيدال على موقع Soccerbase.com (لاعب) (الإنجليزية)
- أرتورو فيدال على موقع Soccerway.com (الإنجليزية)
- أرتورو فيدال على موقع عالم كرة القدم.نت (الإنجليزية)